# Sint-Hubertuskerk (Kanne)
De Sint-Hubertuskerk is een kerkgebouw in Kanne in de Belgische gemeente Riemst in Limburg.
Het gebouw is een zaalkerk en bestaat uit een tegen de westzijde van de zaal aanleunende toren, een noord-zuid georiënteerd schip (ten oosten van de toren) en een koor van één travee met vlakke sluiting. Aan weerszijden van het koor bevinden zich de twee sacristieën. De massieve toren is opgetrokken in Maasgotische stijl in mergelsteen en heeft twee geledingen die gescheiden wordt door een waterlijst. De toren heeft verder een geprofileerde kroonlijst, aan vier zijden van de bovenste geleding een galmgat in de vorm van een spitsboog met kwartholle profilering, een zuidelijke gevel die deels gecementeerd is en een ingesnoerde met leien gedekte naaldspits. De begane grond heeft een tongewelf in mergelsteen. Ze is van de kerk gescheiden door een scheiboog met spitsboogvorm en een gotisch profiel. Het schip wordt overwelfd door een spitstongewelf die direct rust op gordelbogen in spitsboogvorm van baksteen en wordt gedekt door een zadeldak. Het schip heeft verder een kalkstenen en breukstenen plint, steunberen van mergelsteen, gelede vensters en de voorgevel aan de zuidzijde heeft een rondboogdeur met een geprofileerde omlijsting. Tegen de westkant van de toren staat er een oude grafsteen waarvan de inscriptie niet meer te lezen is.
Het gebouw is de parochiekerk van het dorp en gewijd aan Sint-Hubertus.

## Geschiedenis
De huidige toren stamt uit de 15e of 16e eeuw en is opgetrokken in Maasgotische stijl.
In 1787 werd er een schip gebouwd.
In 1938 werd het schip vervangen door een zaalkerk naar het ontwerp van M. Klinkers.